# Subramaniomyces simplex
Subramaniomyces simplex är en svampart som beskrevs av U. Braun & C.F. Hill 2002. Subramaniomyces simplex ingår i släktet Subramaniomyces, divisionen sporsäcksvampar och riket svampar.   Inga underarter finns listade i Catalogue of Life.